# Mukdahan
Mukdahan ( en tailandés: มุกดาหาร    pronounced   ) es una ciudad (thesaban mueang) y capital de la provincia de Mukdahan, que se convirtió en la 73a provincia de Tailandia en 1982. En la región norte del país, en la orilla derecha (oeste) del río Mekong, anteriormente era un distrito de la provincia de Nakhon Phanom. La población del área municipal era de 180,600 en 2010. Mukdahan tiene 645 años.

## Historia
Pinturas prehistóricas y otros descubrimientos arqueológicos muestran que el área de Mukdahan era el sitio de comunidades antiguas. La historia moderna de la ciudad comienza tarde en la era de Ayutthaya (1350-1767). En los años 1767–1770, el príncipe Kinnari, hijo del príncipe Suriwong, gobernante en Ban Luang Phonsim de Savannakhét, estableció un asentamiento en la desembocadura del arroyo Muk, al otro lado del Mekong desde Savannakhét. En el reinado del rey Taksin, 1768–1782, el príncipe Kinnari recibió el nombramiento de Phraya Chandara Sri Surat con un rango equivalente al virrey. En 1893, el distrito de Savannakhét de Mukdahan fue cedido a Francia.

## Clima
Mukdahan tiene un clima de sabana tropical (clasificación climática de Köppen Aw). Los inviernos son secos y cálidos. Las temperaturas aumentan hasta abril, que es caluroso con el máximo diario promedio en 35,2 grados Celsius (95,4 °F). La temporada del monzón se extiende desde finales de abril hasta principios de octubre, con fuertes lluvias y temperaturas algo más frías durante el día, aunque las noches siguen siendo cálidas. 
| Parámetros climáticos promedio de Mukdahan (1981–2010)                                                 | Parámetros climáticos promedio de Mukdahan (1981–2010) | Parámetros climáticos promedio de Mukdahan (1981–2010) | Parámetros climáticos promedio de Mukdahan (1981–2010) | Parámetros climáticos promedio de Mukdahan (1981–2010) | Parámetros climáticos promedio de Mukdahan (1981–2010) | Parámetros climáticos promedio de Mukdahan (1981–2010) | Parámetros climáticos promedio de Mukdahan (1981–2010) | Parámetros climáticos promedio de Mukdahan (1981–2010) | Parámetros climáticos promedio de Mukdahan (1981–2010) | Parámetros climáticos promedio de Mukdahan (1981–2010) | Parámetros climáticos promedio de Mukdahan (1981–2010) | Parámetros climáticos promedio de Mukdahan (1981–2010) | Parámetros climáticos promedio de Mukdahan (1981–2010) |
| Mes | Ene.                                                   | Feb.                                                   | Mar.                                                   | Abr.                                                   | May.                                                   | Jun.                                                   | Jul.                                                   | Ago.                                                   | Sep.                                                   | Oct.                                                   | Nov.                                                   | Dic.                                                   | Anual                                                  |
| --- | ------------------------------------------------------ | ------------------------------------------------------ | ------------------------------------------------------ | ------------------------------------------------------ | ------------------------------------------------------ | ------------------------------------------------------ | ------------------------------------------------------ | ------------------------------------------------------ | ------------------------------------------------------ | ------------------------------------------------------ | ------------------------------------------------------ | ------------------------------------------------------ | ------------------------------------------------------ |
| Temp. máx. abs. (°C)                                                                                   | 38.6                                                   | 40.0                                                   | 42.1                                                   | 42.5                                                   | 41.7                                                   | 38.3                                                   | 38.5                                                   | 36.5                                                   | 36.7                                                   | 36.2                                                   | 37.5                                                   | 36.7                                                   | 42.5                                                   |
| Temp. máx. media (°C)                                                                                  | 30.4                                                   | 32.7                                                   | 35.1                                                   | 36.1                                                   | 34.5                                                   | 32.9                                                   | 32.4                                                   | 31.8                                                   | 32.0                                                   | 31.7                                                   | 30.7                                                   | 29.2                                                   | 32.5                                                   |
| Temp. media (°C)                                                                                       | 22.6                                                   | 24.9                                                   | 27.7                                                   | 29.6                                                   | 28.8                                                   | 28.3                                                   | 27.8                                                   | 27.3                                                   | 27.2                                                   | 26.3                                                   | 24.4                                                   | 22.2                                                   | 26.4                                                   |
| Temp. mín. media (°C)                                                                                  | 16.4                                                   | 19.1                                                   | 22.3                                                   | 24.6                                                   | 24.9                                                   | 25.0                                                   | 24.7                                                   | 24.4                                                   | 24.1                                                   | 22.5                                                   | 19.7                                                   | 16.6                                                   | 22.0                                                   |
| Temp. mín. abs. (°C)                                                                                   | 7.7                                                    | 10.1                                                   | 11.1                                                   | 17.0                                                   | 20.0                                                   | 21.3                                                   | 21.3                                                   | 21.7                                                   | 19.6                                                   | 15.1                                                   | 10.5                                                   | 7.0                                                    | 7.0                                                    |
| Lluvias (mm)                                                                                           | 3.7                                                    | 17.4                                                   | 38.8                                                   | 76.4                                                   | 199.5                                                  | 233.4                                                  | 231.9                                                  | 350.7                                                  | 211.7                                                  | 100.6                                                  | 13.3                                                   | 2.6                                                    | 1480.0                                                 |
| Días de lluvias (≥ 1 mm)                                                                               | 1.0                                                    | 2.7                                                    | 4.4                                                    | 8.1                                                    | 16.2                                                   | 16.7                                                   | 19.3                                                   | 22.4                                                   | 16.8                                                   | 9.7                                                    | 2.5                                                    | 0.6                                                    | 120.4                                                  |
| Horas de sol                                                                                           | 275.9                                                  | 243.0                                                  | 275.9                                                  | 243.0                                                  | 158.1                                                  | 117.0                                                  | 120.9                                                  | 117.8                                                  | 144.0                                                  | 198.4                                                  | 252.0                                                  | 257.3                                                  | 2403.3                                                 |
| Humedad relativa (%)                                                                                   | 67                                                     | 65                                                     | 62                                                     | 65                                                     | 75                                                     | 79                                                     | 81                                                     | 84                                                     | 82                                                     | 77                                                     | 71                                                     | 69                                                     | 73                                                     |
| Fuente n.º 1: Thai Meteorological Department                                                           |                                                        |                                                        |                                                        |                                                        |                                                        |                                                        |                                                        |                                                        |                                                        |                                                        |                                                        |                                                        |                                                        |
| Fuente n.º 2: Office of Water Management and Hydrology, Royal Irrigation Department (sun and humidity) |                                                        |                                                        |                                                        |                                                        |                                                        |                                                        |                                                        |                                                        |                                                        |                                                        |                                                        |                                                        |                                                        |